# Sergej Apollinarievič Gerasimov
Sergej Apollinarievič Gerasimov (in russo Серге́й Аполлина́риевич Гера́симов?; Kundravy, 21 maggio 1906 – Mosca, 26 novembre 1985) è stato un attore e regista sovietico.

## Biografia
Dopo essere stato attore teatrale, nel 1930 iniziò a dirigere film con Dvadcat' dva nesčast'ja, e in tutto il decennio successivo si distinse per il suo interesse verso le giovani generazioni ed il loro apporto alla costruzione del socialismo: I sette coraggiosi (Semero smelych; Семеро смелых, 1936), Komsomol'sk (Комсомольск) (1938) e Il maestro (Učitel'; Учитель, 1939) sono le sue opere migliori del periodo.
Durante la seconda guerra mondiale, e dopo (fino a La giovane guardia del 1948) si allineò completamente al realismo socialista. Ne Il placido Don (Tichij Don; Тихий Дон, 1957) fu un diligente illustratore dell'omonimo romanzo di Šolochov, ed in Uomini e bestie (Ljudi i zveri; Люди и звери, 1962) diede un interessante contributo alla denuncia delle persecuzioni staliniane.
Vinse il Globo di Cristallo al Festival internazionale del cinema di Karlovy Vary due volte, la prima con Il placido Don (1958) e la seconda con Lev Tolstoj (1984). Con Il giornalista (1967) ha vinto il Gran Premio al Festival cinematografico internazionale di Mosca.

## Filmografia parziale

### Regista
- Serdtse Solomona, regia assieme a M. Kresin (1932)
- Ljublju li tebja? (1934)
- I sette coraggiosi (Semero smelych, 1936)
- Komsomol'sk (1938)
- Učitel' (1939)
- Mascherata (1941)
- Staraja gvardija (1941)
- Bol'šaja zemlja (1944)
- La giovane guardia (1948)
- Sel'skij vrač (1951)
- Il placido Don (Tichij Don, 1957)
- Uomini e bestie (Ljudi i zveri, 1962)
- Il giornalista (Žurnalist, 1967)
- U ozera (1969)
- Ljubit' čeloveka (1972)
- Dočki-materi (1974)
- V načale slavnych del (1980)
- Lev Tolstoj (1984)

### Sceneggiatore
- Ljublju li tebja?, regia di Sergej Apollinarievič Gerasimov (1934)
- I sette coraggiosi (Semero smelych), regia di Sergej Apollinarievič Gerasimov (1936)
- Komsomol'sk, regia di Sergej Apollinarievič Gerasimov (1938)
- Učitel', regia di Sergej Apollinarievič Gerasimov (1939)
- Mascherata, regia di Sergej Apollinarievič Gerasimov (1941)
- La giovane guardia, regia di Sergej Apollinarievič Gerasimov (1948)
- Il placido Don (Tichij Don), regia di Sergej Apollinarievič Gerasimov (1957)
- Uomini e bestie (Ljudi i zveri), regia di Sergej Apollinarievič Gerasimov (1962)
- Il giornalista (Žurnalist), regia di Sergej Apollinarievič Gerasimov (1967)
- U ozera (1969)
- Lev Tolstoj, regia di Sergej Apollinarievič Gerasimov (1984)

### Attore
- Komsomol'sk, regia di Sergej Apollinarievič Gerasimov (1938)
- Dočki-materi, regia di Sergej Apollinarievič Gerasimov (1974)